# Pogononeura biflora
Pogononeura biflora là một loài thực vật có hoa trong họ Hòa thảo. Loài này được Napper miêu tả khoa học đầu tiên năm 1963.